# Czehryń

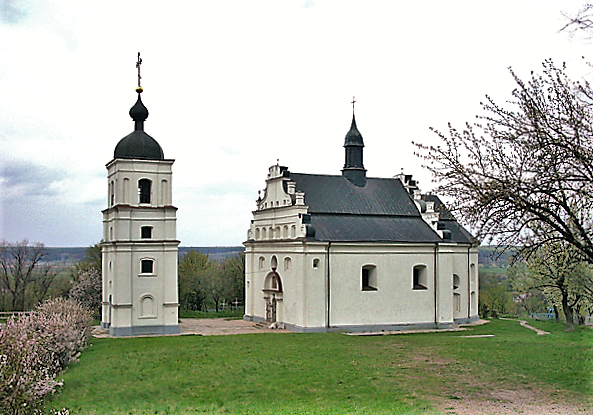
Cerkiew św. Eliasza w Subotowie k. Czehrynia

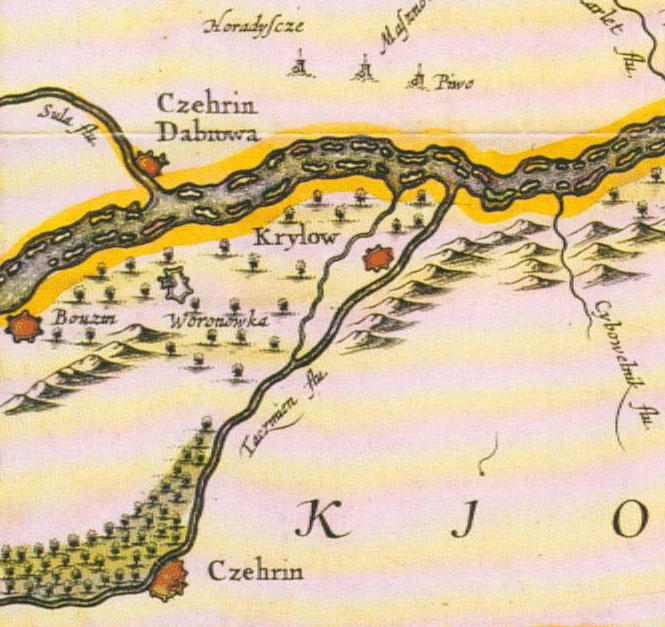
Czehryn lub Czehrin, ok. roku 1663 na mapie Jana Janssona Tractus Borysthenis Vulgo Dniepr at Niepr dicti.

Czehryń (ukr. Чигирин, Czyhyryn) – miasto w centralnej części Ukrainy, w obwodzie czerkaskim, w rejonie czerkaskim nad Tiasmynem.

## Historia
Dawniejsze nazwy: Czehryn, Czeryn, Czyryn, Czyhiryn. Nazwa miasta wywodzi się od miejscowej nazwy paleniska, czyli czyryna lub cziryna. Tereny, na których położona jest miejscowość, zostały w 1569 r. przyłączone do Korony. Miasto i twierdza lokowane przez króla Zygmunta III Wazę dzięki staraniom starosty czerkaskiego Aleksandra księcia Wiśniowieckiego 1 maja 1588 roku. Dnia 15 października 1592 roku otrzymało od króla przywilej nadający mu prawa miejskie magdeburskie. Czehryń był miastem królewskim Korony Królestwa Polskiego, położonym w pierwszej połowie XVII wieku w starostwie niegrodowym korsuńskim w województwie kijowskim. Czehryń graniczył kiedyś z wsiami Birki, Strzynówki i Sosnówka.
Pomimo zakazu królewskiego dotyczącego przyjmowania zbiegów miasto w późniejszych latach było zamieszkane przez różnych uciekinierów z całej Rzeczypospolitej. Do pierwszego poważnego buntu przybyszów przeciw władzy królewskiej doszło już w roku 1593 (Powstanie Kosińskiego). W czerwcu 1601 roku na miasto najechało 300 Tatarów pod dowództwem Kozaka Skorohody, jednak najazd odparł z mieszczanami podstarości Wolski. Po buncie atamana kozackiego Doroszenki miasto i zamek wzmiankowano w 1611 roku jako spustoszone. W 1622 roku opisywano, że zamek ma trzy wieże, a samo miasteczko jest otoczone palisadą, w której są dwie bramy. W 1637 roku miasto zajęli zbuntowani Kozacy Pawluka. Ze względu na swoje strategiczne położenie były (po Kudaku) najbardziej na wschód wysuniętą twierdzą Rzeczypospolitej. Czehryń był jedną z głównych siedzib Chmielnickiego podczas wznieconego przez niego powstania, tutaj też przyjmował posłów i zmarł. W 1664 roku kozacki hetman Iwan Brzuchowiecki obległ w zamku Teterę. W 1667 roku po długim oblężeniu polska załoga twierdzy zmuszona była skapitulować przed kozackimi oddziałami Doroszenki. W 1678 roku miasto i twierdzę zdobyły wojska tureckie i całkowicie je zniszczyły. Po długich wojnach prowadzonych od 1654 roku z Rosją i Turcją, miasto powróciło do Polski w roku 1699. 
W 1792 roku król Stanisław August Poniatowski potwierdził miastu dawne przywileje. Miasto należało do Rzeczypospolitej do roku 1793, kiedy po II rozbiorze znalazło się w zaborze rosyjskim, od roku 1796 w powiecie czehryńskim w guberni kijowskiej. W roku 1865 liczyło 9329 mieszkańców. Parafie łacińskie w Antonówce i Złotopolu, dekanat zwenigrodzki.
We wrześniu 2017 r. podczas kopania rowu mieszkaniec Czehrynia odkrył 200 czaszek pozbawionych reszty kośćca. Prawdopodobnie jest to masowa mogiła z 1678 r., kiedy twierdzę i miasto zdobyły i zniszczyły wojska tureckie w trakcie wojny rosyjsko-tureckiej.

## Demografia
- 1989 – 12 853[6]
- 2013 – 9 371[7]
- 2018 – 8 749[8]
- 2021 – 8 664[1]

## Starostowie czehryńscy
- Aleksander Wiśniowiecki, starosta czerkaski
- Michał Wiśniowiecki, kasztelan kijowski, 1616
- Jan Daniłowicz, wojewoda ruski, 1628–1636
- Aleksander Koniecpolski, 1647
  - Daniel Czapliński, podstarości czehryński
- Bohdan Chmielnicki, 1649–1657
- Jan Wyhowski, 1658
- Jerzy Chmielnicki, 1660
- Paweł Tetera, 1663–1665
- -zburzenie miasta i twierdzy
- Jan Stanisław Jabłonowski, wojewoda ruski, 1731
- Jan Kajetan Jabłonowski, wojewoda bracławski, 1736–1763
- Antoni Barnaba Jabłonowski, wojewoda poznański, 1791

## Zabytki
- Zamek w Czehryniu[9] – nieistniejący.